# Un ange gardien pour Tess
Pour plus de détails, voir Fiche technique et Distribution.
Un ange gardien pour Tess (Guarding Tess) est un film américain réalisé par Hugh Wilson, sorti en 1994.

## Synopsis
Doug, un agent des services secrets américains, vient de terminer sa mission au service de Tess Carlisle, la femme de l'ex-président des États-Unis d'Amérique. Mais au lieu de recevoir une nouvelle assignation, il doit recommencer la même : la vieille dame a exigé qu'il soit affecté définitivement à sa protection, opération délicate, car ses incessants caprices sont pénibles. Doug n'a pas d'autre choix que d'obéir.

## Fiche technique
- Titre français : Un ange gardien pour Tess
- Titre original : Guarding Tess
- Réalisation : Hugh Wilson
- Scénario : Hugh Wilson et PJ Torokvei
- Musique : Michael Convertino
- Photographie : Brian J. Reynolds
- Montage : Sidney Levin
- Production : Nancy Graham Tanen & Ned Tanen
- Société de production : Channel Films & TriStar Pictures
- Société de distribution : TriStar Pictures
- Pays de production :  États-Unis
- Langue : Anglais
- Format : Couleur - Dolby - 35 mm - 1.85:1
- Genre : Comédie dramatique
- Durée : 96 min
- Box-office  États-Unis : 27.053.498 $
- Dates de sortie :
  - États-Unis : 11 mars 1994
  - France : 27 juillet 1994

## Distribution
- Nicolas Cage (VF : Emmanuel Jacomy) : Doug Chesnic
- Shirley MacLaine (VF : Arlette Thomas) : Tess Carlisle
- Austin Pendleton (VF : Paul Bisciglia) : Earl Fowler
- John Roselius (VF : Patrice Melennec) : Tom Bahlor
- Richard Griffiths (VF : Patrick Préjean) : Frederick
- James Rebhorn (VF : Joël Martineau) : Howard Schaeffer
- David Graf : Lee Danielson
- Edward Albert (VF : Edgar Givry) : Barry Carlisle
- Don Yesso : Ralph Buoncristiani
- James Lally (VF : Jean-Philippe Puymartin) : Joe Spector
- Brant von Hoffman (VF : François Leccia) : Bob Hutcherson
- Harry Lennix (VF : Lionel Henry) : Kenny Young
- Susan Blommaert : Kimberly Cannon
- Noble Willingham (VF : André Valmy) : Le shérif Janson (non crédité)
- Dale Dye (VF : Marc Cassot) : Charles Ivy
- James Handy (VF : Michel Paulin) : Neal Carlo
- Stephen S. Chen : Jimmy
- Kelly Williams (VF : Jean-Luc Kayser) : M. Porter

## Distinction

### Nomination
- 1995 : Golden Globe de la meilleure actrice pour Shirley MacLaine